# プロパンガス料金消費者協会
プロパンガス料金消費者協会（プロパンガスりょうきんしょうひしゃきょうかい）は、プロパンガス消費者の保護とプロパンガス料金適正化を目的に設立された一般社団法人。

## 概要
プロパンガスは、公共料金である都市ガスと違い自由価格のため適正価格というものが存在しない。そのために供給元であるガス販売会社の価格政策の違いによる価格差が大きい。
そこでプロパンガス料金消費者協会は、独自に【適正料金】を設定し、ウェブサイト等への掲示を通じて、消費者が支払っている現在の料金がどのレベルにあるか判断できるように一つの指標とすべく啓蒙活動を行っている。一方で、現在の取引事業者から、いわゆる「協賛事業者」への取引変更を斡旋しており、「協賛事業者」からの会費で運営されている。
ここでいう【適正料金】とは、政府や地方公共団体などが決定したものではなく、販売側と消費者側が歩み寄れる【中間価格】と言うべきものである。つまり、販売側として法外な利益は出せないが経営維持に足りる利益は出せる価格であり、消費者としても都市ガスやオール電化など、他の代替エネルギーへの乗り換えを踏みとどまることのできるギリギリの価格である。協会が謳う1m3あたり300円台の単価は、熱量計算で大手都市ガス会社に引けを取らない単価（2016年5月現在）である。さらに、天然ガス由来の都市ガスと比べ、石油の派生商品として位置づけられるプロパンガスは、原価の上下が激しく、長期の固定価格とすることが一般的に考えて難しい（都市ガスは変動制）。これらのことから、確かに安値で供給される反面、その安値の原資を同じ販売事業者から供給を受けている他の消費者に転嫁しているであろうことも考えられる

## ガス料金見守り保証
協会のウェブサイトには「ガス料金見守り保証」が掲示されている。この保証とは、協会経由でプロパンガス会社を変更した消費者に対し、協会の定める適正価格の範囲内で供給されることを半永久的に保証するものである。
協会から紹介を受けて契約している消費者のプロパンガス会社の料金が、CP（サウジアラビアの国営石油会社サウジアラムコが決めるプロパンガスの船積み価格）の高騰や為替レートの大幅な下落等がないにも関わらず値上げされた場合、協会に一報を入れれば協会が事実確認をし、万一正当な根拠のない値上げであると判断すれば元の単価に戻すよう、協会が責任を持って交渉することを保証している。そして、協会がこのような保証を付けられるのは、協会が会員プロパンガス会社と締結する契約書の中で、“協会とプロパンガス会社各社が”“不透明な値上げの禁止”について合意しているからである。
一般的にプロパンガス会社は、CPが高騰した場合、敏感に反応してすぐに販売価格を値上げするものの、CPが下落した場合は販売価格を容易に値下げしようとしないという現実がある。現在のCPは、2013年12月に1,100ドルを付けた後ほぼ一直線に下がり続け、2016年5月も325ドルとなっており、CPグラフの通りさらに低水準状態が続いている。プロパンガスの原価が3分の1以下にまで下がっているのに、大幅に値下げしたという話はあまり聞こえてこない。このようなプロパンガス業界の中で協会が果たす、「競争促進によるプロパンガス業界の活性化」や「エネルギーコストの低減化」の面が評価されている。

## 料金自動診断機能
協会のウェブサイトには、使用量と税込み請求額を入力するだけで簡単に現在のプロパンガス料金が適正か、それとも割高なのかを診断する「料金自動診断能」が付いている。この機能の特長は2つある。1つは、現在の単価がいくらで、協会が紹介する適正価格のガス会社に切り替えることでどれくらい節約できるか、参考数字が明示されることと、もう1つは、「料金自動診断機能」が各都道府県毎に別々に作られている点である。これは他の類似サイトにはあまり見られない。プロパンガスの料金は都道府県毎にバラバラなので、1つのプログラムですべての都道府県の診断を行うのは無理がある。
仮に、10立方メートルの使用量で税込み請求額5,940円と書かれている、北海道在住のAさんの検針表で、診断してみるとしよう。類似サイトで診断すると「少し高い！」と表示されるが、協会サイトでは逆に「かなり安い！」と表示される。どちらが正しいのだろうか？ ちなみに「石油情報センター」のサイトでは北海道の平均料金（2016年2月）は、基本料金が2,120円で従量単価は757円とある。この平均価格で10立方メートル使えば9,694円になり、Aさんの5,940円は、北海道の平均価格の約60％に過ぎないのだから、「かなり安い！」料金であると見るべきである。
類似サイトの診断でなぜ「少し高い！」と表示されるのか想像するに、1つしかない診断プログラムが、プロパンガス料金の安い関東用に作られていると考えられる。もしそうであるならば、全国で最も安い関東用のプログラムを、全国で最も高い北海道に適用させるのは無茶である。例えば神奈川県の場合、石油情報センターの平均料金（2016年2月）は、基本料金が1,734円で従量単価は510円である。この場合の10立方メートル料金は6,839円になる。Aさんの5,940円を神奈川の6,839円と比較すれば腑に落ちなくもない。なぜなら、協会や類似サイトは各都道府県の平均より30％程度低い料金を「適正」と謳っているからである。類似サイトのプログラムは、神奈川県の「適正料金」を「平均料金」（6,839円）の70％にしたものと考えれば4,787円になる。これとAさんの5,940円と比較すれば確かに「少し高い！」となるのである。

## サービス提供エリア
協会が、適正価格のプロパンガス会社を紹介するなどのサービスを提供できるエリアは、北は北海道、南は鹿児島県まで拡充しており、ほぼ全国対応（沖縄県は除く）となっています。

## 会員ガス会社名
協会のサイトには、会員プロパンガス会社の数が105社と明記されている。しかし、プロパンガス会社の社名は一切登場しない。不思議に思う消費者は多いと思うがそれなりの理由がある。
プロパンガス業界には昔から暗黙の2つのルール（掟）が存在していた。1つは“お互いの顧客を取り合わない”というものである。要は、お互いに仲良く儲けましょうよ、というルールである。このルールが現在どの程度効力を維持しているかは各都道府県毎に異なる。関東地方のようにほぼ有名無実化していて激戦地になっている地方もあれば、例えば、中国地方の一部の県のようにまだまだ厳然として守られていて、ほとんど切り替えが行われていない地域もある。
もう1つのルールは、“安売りはやめましょう”というものである。1つ目のルールにある業者間での顧客の奪い合いがないということは、当然価格競争をする必要もなく、プロパンガス会社は十分利益が取れる自由な価格で供給が可能というわけである。
現在、各都道府県にあるプロパンガス会社は少ない県で約200社、多い県では1,000社以上も存在するが、それらのガス会社の多くは地域のLPガス協会に加盟している。加盟会社同士は上記の2つのルールを守るのが習慣である。
一方、その中の数社は当協会の会員でもあるわけだが、業界の権益を守るためのLPガス協会と適正価格での供給を目指すプロパンガス料金消費者協会とでは立場が逆である。当然LPガス協会としては自協会の会員が、プロパンガス料金消費者協会の会員になっていることを容認はできない。このような事情から、プロパンガス会社名はサイト上に明記する訳にはいかないのである。
しかし、関東や東海においては、もはやそのルールに縛られていては業界で競争を勝ち抜くことは難しく、すでに有名無実化しているのが現実である。

## 業者変更の歴史
プロパンガスの業者変更（業界では「切り替え」という）の歴史はあまり古くない。1997年に業界の法律である「液石法（正式名称：液化石油ガスの保安の確保及び取引の適正化に関する法律 ）が改訂されるまでは、業者変更は特例を除いて行われてこなかった。特例というのは、「息子が入社したプロパンガス会社に変えたい」や「結婚した娘の婿がガス会社の社員なのでそちらに変更したい」などという縁故が主体のケースである。
しかし、1997年の液石法の改訂によって業界が大きく変化した。それまで、認可制だったプロパンガス業界への新規参入が、届け出をするだけで参入できるようになったのである。当時の通産省（現在の経済産業省）の競争促進による料金の値下げ策と考えられる。
この法律の改訂を契機に、東海地方のプロパンガス会社が関東地方に新たな営業拠点を設立し、ブローカーに業務委託を行って新規顧客獲得を精力的に行ったのが発端となり、プロパンガスの業者変更の歴史がスタートした。
その後徐々に全国へ伝播していく。関東に次いで愛知県を中心とする東海地方、宮城県を中心とする東北地方などが比較的早い時期から切り替えがスタートしている。同じ東北地方でも秋田県や青森県などは保守的傾向が強く、消費者が自由にプロパンガス業者を選定して料金の適正化を図るという水準にはまだまだほど遠いのが現状である。
一方遅れをとっていた北海道や近畿、中国、北陸、四国、九州地方などでも少しずつではあるがプロパンガスの会社の　変更が行われるようになってきた。ただし、同じ地方でも格差は大きく、九州では福岡県や鹿児島県では活発に切り替えが行われているが、それ以外の県では目立った活動は見られない。また中国地方は最も格差が大きく、岡山県では非常に活発に切り替えが行われているものの、隣接する広島や山口県では殆ど行われていないのが現状である。
それでも「切り換え」による料金の適正化を望む消費者と、協会が主張する適正価格での供給を積極的に行うプロパンガス会社が徐々に増加し、2018年現在、関東地方ではプロパンガスの業者変更は日常的に行われるようになっている。

## 都道府県毎のプロパンガス会社数
| ＜北海道：1,054社＞                                                               | ＜東北地方：2,856社＞                                                                           | ＜関東地方：3,589社＞                                                                                             | ＜東海地方：2,242社＞ | ＜甲信越地方：1,057社＞                         |
| --------------------------------------------------------------------------------- | ----------------------------------------------------------------------------------------------- | --- | --- | ----------------------------------------------- |
| ・北海道：1,054社                                                                 | ・福島県：680社 ・宮城県：500社 ・青森県：487社 ・岩手県：472社 ・山形県：383社 ・秋田県：334社 | ・埼玉県：762社 ・神奈川県：673社 ・千葉県：535社 ・茨城県：472社 ・東京都：386社 ・栃木県：382社 ・群馬県：379社 | ・静岡県：705社 ・愛知県：681社 ・三重県：440社 ・岐阜県：416社                                                                   | ・山梨県：179社 ・長野県：534社 ・新潟県：344社 |
| ＜近畿地方：1,177社＞                                                             | ＜北陸地方：655社＞                                                                             | ＜中国地方：1,342社＞                                                                                             | ＜九州地方：3,136社＞ |                                                 |
| ・大阪府：301社 ・京都府：208社 ・滋賀県：198社 ・奈良県：177社 ・和歌山県：293社 | ・福井県：228社 ・富山県：225社 ・石川県：202社                                                 | ・岡山県：350社 ・広島県：376社 ・山口県：311社 ・島根県：166社 ・鳥取県：139社                                   | ・福岡県：851社 ・大分県：360社 ・宮崎県：228社 ・鹿児島県：470社 ・佐賀県：200社 ・長崎県：340社 ・熊本県：463社 ・沖縄県：224社 |                                                 |

## 沿革
- 2010年（平成22年）10月 - 法人設立登記[1]

- 類似団体 -
- 一般社団法人 プロパンガス消費者協会（東京都中央区明石町11-6　加健築地ビル3F） http://lpg-consumer.com/[2]

## 主な活動
1. プロパンガス料金適正価格の啓蒙
2. プロパンガス消費者の保護
3. 競争促進を通じたプロパンガス業界の活性化
4. プロパンガス料金の透明化
5. 優良ガス会社の無料紹介

## 所在地
〒101-0047　東京都千代田区内神田2-16-8第五氏家ビル4F

代表理事：鈴木　秀男